# Кюрверс, Рой
Рой Кюрверс (нидерл. Roy Curvers, род. 27 декабря 1979 в Халене, Нидерланды) — нидерландский профессиональный шоссейный велогонщик, выступающий за команду мирового тура «Team Sunweb».

## Достижения
2006
3-й Тур Фрисландии
2007
1-й Тур Олимпии
1-й Этап 8
2-й Тур Фрисландии
9-й Делта Протур
2008
3-й Омлоп ван хет Хаутланд
9-й Омлоп ван де Вламсе Схелдеборден
2009
7-й Тур Дренте
7-й Чемпионат Фландрии
9-й Тур Фрисландии
9-й Тур Бохума
2010
8-й Париж — Брюссель
10-й Франко-Бельгийское кольцо
2011
1-й Халле — Ингойгем
7-й Тур Бохума
8-й Омлоп ван хет Хаутланд
9-й Париж — Тур
2013
4-й Гран-при Импанис-Ван Петегем
5-й World Ports Classic
5-й Гран-при Ефа Схеренса
2015
5-й Чемпионат Фландрии
10-й Бенш — Шиме — Бенш

## Статистика выступлений

### Гранд-туры
| Гонка           | 2011 | 2012 | 2013 | 2014 | 2015 | 2016 | 2017 |
| --------------- | ---- | ---- | ---- | ---- | ---- | ---- | ---- |
| Джиро д'Италия  | —    | —    | —    | —    | —    | —    | —    |
| Тур де Франс    | —    | 135  | 145  | 116  | 106  | 122  | 142  |
| Вуэльта Испании | 156  | —    | —    | —    | —    | —    | —    |

| — | Не участвовал |